# Jordan Ayew
Jordan Pierre Ayew, född 11 september 1991 i Marseille, är en franskfödd ghanansk fotbollsspelare som spelar för Leicester City. Han spelar också för det ghananska landslaget.

## Karriär
Den 27 juli 2015 värvades Ayew av Aston Villa, där han skrev på ett femårskontrakt.
Den 31 januari 2017 värvades Ayew av Swansea City. Den 9 augusti 2018 lånades Ayew ut till Crystal Palace på ett låneavtal över säsongen 2018/2019. I juli 2019 blev det en permanent övergång till Crystal Palace och han skrev på ett treårskontrakt med klubben. I juni 2022 förlängde Ayew sitt kontrakt med ett år.

## Privatliv
Ayew valde att spela för Ghanas landslag då han även har ghananskt medborgarskap. Han är son till Abedi Pelé, som vann utmärkelsen som Afrikas bästa fotbollsspelare 1991, 1992 och 1993, och Maha Ayew, brorson till Kwame och Sola Ayew och bror till Andre, Imani och Abdul Ayew. Alla är nuvarande eller före detta professionella fotbollsspelare. Hans ena bror, André Ayew, spelade han tillsammans med i Marseille.